# Andrew Anthony
Andrew Anthony är en kanadensisk röstskådespelare som är känd för att göra rösten till intro sloganen "EA Sports. It's in the game", för Electronic Arts sportbaserade spel sedan tidigt 1990-tal.
Efter 2013 blev hans identitet känd på Youtube då flera klipp publicerats där människor som känner igen hans röst ber honom att säga sloganen "EA sports. It's in the game", samtidigt som han ser in i kameran. Hans röst för Electronic arts har  blivit ett av världens mest kända varumärken.